# Berthold de Bavaria
Berthold (n. cca. 900 – d. 23 noiembrie 947), membru al dinastiei Luitpoldingilor, a fost duce de Bavaria din anul 938.
Berthold era fiul mai tânăr al margrafului Luitpold de Bavaria cu Cunigunda, sora ducelui Erchanger de Suabia. Se știe că Berthold era unul dintre conții din Marca de Carintia în 926, în vreme ce fratele său mai mare, Arnulf "cel Rău" era duce de Bavaria. În 927, regele Henric I "Păsărarul" l-a învestit cu drepturile ducale în Carintia.
Atunci când în 938, fiul și succesorul lui Arnulf, Eberhard a încercat obținerea unui statut de autonomie pentru ducatul bavarez, a fost înlăturat și surghiunit de către regele Otto cel Mare, care l-a numit pe Berthold în locul său.
Spre deosebire de puternicul duce Arnulf, lui Berthold nu i s-a îngăduit să aibă dreptul de a-i numi pe episcopi sau de a administra proprietatea regală, însă el a rămas loial față de dinastia Ottoniană de-a lungul întregii domnii ca duce de Bavaria. El chiar a plănuit să ia de soție pe sora lui Otto "cel Mare", Gerberga, devenită văduvă după moartea primului ei soț, ducele Gilbert de Lorena, iar apoi pe Hedwiga, o altă soră a regelui, însă ambele planuri au eșuat. În schimb, s-a căsătorit cu Biltruda, o nobilă bavareză, în jurul anului 939. În 943, el a negociat pacea cu invadatorii maghiari, punându-se la adăpost de atacurile acestora pentru o vreme, după cum procedase și fratele său Arnulf anterior.
Odată cu urcarea pe tron a lui Berthold, Bavaria și marca de Carintia au fost încă o dată sub o conducere unică. După moartea lui Berthold din 947, totuși regele Otto I nu a acordat Ducatul de Bavaria fiului său minor, Henric "cel Tânăr", ci propriului său frate său Ottonian, Henric I, care se căsătorise cu fiica lui Arnulf, Judith. Mult mai târziu, în 976, Henric "cel Tânăr" va primi drept compensație Ducatul Carintia.
Ducele Berthold a fost înmormântat în Mănăstirea Niederaltaich.